# 張美君
張美君（1944年—1985年11月22日），韓國華人，武俠片、文藝片電影導演，拍攝臺灣首部3D電影《千刀萬里追》、及將王禎和小說電影化。

## 生平
張美君為韓國漢城華人，劉家昌在韓國時的同學，高中畢業時到臺灣念書，就讀師範大學美術系。
1967年3月26日，劉家昌主持的康昌青電影公司與福華公司簽約，由張美君作導演。當時張美君剛大學畢業，沒有受過正規的電影教育。但1967年，張美君執導首部影片《親情》就獲柬埔塞影展優秀影片獎。之後，張美君在執導《春夢了無痕》、《南國一朵花》等文藝片後，便與福華提前解約，1968年執導金禾電影公司與武成影業公司合資的武俠片《武士盟》。
之後1970年代，張美君與林煌坤合作，拍攝多部文藝片，如以林青霞作女主角的《戀愛功夫》、《難忘的一天》。張美君也與瓊瑤合作拍攝電影《翦翦風》、《在水一方》。
在事業高潮時，張美君、和王時政、李融之、屠忠訓並稱「四大青年導演」。張美君能極短的時間拍完一部電影，但水準也被批評一向起伏不定。 對此，他自認是為了市場，認為早期只有《天倫樂》、《武士盟》和《長青樹》能代表一點他的電影觀。《天倫樂》之前1973年10月30日第11屆金馬獎時，獲金馬獎最佳劇情長片。
1970年代末，受《流星蝴蝶劍》熱賣影響，臺灣電影興起武俠片熱潮。張美君藉於市場競爭，便拍攝臺灣首部3D電影《千刀萬里追》。《千刀萬里追》於1976年夏，在台北市華國製片廠拍攝。此電影於1977年春節上映時，票房鼎盛，開啟西門町武昌街二段的台北戲院轉為國片院線龍頭的契機。同年，張美君再拍攝3D電影《十三女尼》。當時觀眾不習慣3D，因此片商就不再跟拍。
1978年，張美君拍攝臺灣電影少見有水下攝影的《無字天書》。
1981年，張美君自組銀彈電影公司。儘管1981年正逢國片市場蕭條，張美君依然自信，並選用昂貴的70釐米膠片來拍攝《洛神》。開設公司期間，他執導的《銀彈、熱彈、笑彈》、《洛神》賠累近新台幣七百萬元。
蒙太奇影業於1983年3月成立時，張美君加入並執導《嫁粧一牛車》。這期間，以拍攝《少年阿辛》被讚美電影技法圓熟，避開了他常用的煽情舖述，而力求以客觀。
之後，張美君擔任湯臣集團的基本導演期間，因經濟壓力，一年餘就拍攝《玫瑰玫瑰我愛你》、《美人圖》。在張美君將王禎和小說作品改編電影中，以《玫瑰玫瑰我愛你》的影評最好。
1985年10月下旬，張美君在臺中梨山拍攝《好小子》時，突發肝癌，11月22日晚上10點50分病逝台北市中山醫院。身後留下電影生涯拍過的二十五部電影、七歲獨子。《好小子》由朱延平接手，成為台灣兒童電影濫觴。

## 軼事
張美君在電影界被認為個性溫和內歛、自重。1970年7月19日，劉家昌因懷疑妻子江青與李翰祥關係，至桃園夏威夷飯店毆打李翰祥，被張美君勸阻才停。